# Пол Сајмон
Пол Фредерик Сајмон (енгл. Paul Frederic Simon; 13. октобар 1941) амерички је певач, текстописац и глумац. Велики успех доживео као члан дуета Сајмон и Гарфанкел којег је основао 1956. са Артом Гарфанкелом. Написао је највеће хитове те групе као што су The Sound of Silence, Mrs. Robinson и Bridge over Troubled Water.
Након разлаза са Гарфанкелом започео је соло каријеру током које је издао 14 студијских албума.

## Дискографија
Студијски албуми
- The Paul Simon Songbook (1965)
- Paul Simon (1972)
- There Goes Rhymin' Simon (1973)
- Still Crazy After All These Years (1975)
- One-Trick Pony (1980)
- Hearts and Bones (1983)
- Graceland (1986)
- The Rhythm of the Saints (1990)
- Songs from The Capeman (1997)
- You're the One (2000)
- Surprise (2006)
- So Beautiful or So What (2011)
- Stranger to Stranger (2016)
- In the Blue Light (2018)
- Seven Psalms (2023)